# Quốc kỳ Brasil
Quốc kỳ Brasil (tiếng Bồ Đào Nha: Bandeira do Brasil) có nền xanh mà trên đó một hình thoi màu vàng lớn là trung tâm. Một vòng tròn màu xanh được đặt bên trong hình thoi, với 27 ngôi sao màu trắng có kích thước khác nhau được sắp xếp trong hình dạng của chòm sao Phương Nam. Một dòng chữ màu trắng cũng chạy qua các vòng tròn màu xanh, ghi khẩu hiệu của Brasil: Ordem e Progresso (Trật tự và phát triển)
Quốc kì này đôi khi có biệt danh là "Auriverde" có nghĩa là "vàng và xanh".
Cờ hiện đại đã chính thức được thông qua vào ngày 19 tháng 11 năm 1889. Thiết kế này Décio Vilares thực hiện.

## Các lá cờ Brasil trong lịch sử

### Thuộc địa Brasil (1534–1815)

Quốc kỳ Thuộc địa Brasil (1534–1815)

### Vương quốc Liên hiệp Bồ Đào Nha, Brasil và Algarve (1815–1822)

Quốc kỳ của Vương quốc Liên hiệp Bồ Đào Nha, Brasil và Algarve (1815-1816)
Quốc kỳ của Vương quốc Brasil (1816-1822)

### Đế quốc Brasil (1822–1889)

Quốc kỳ độc lập Vương quốc Brasil (18 tháng 9 – 1 tháng 12 năm 1822)
Quốc kỳ thứ nhất của Đế quốc Brasil với 19 sao (1822–1870)
Quốc kỳ thứ hai của Đế quốc Brasil với 20 sao (1870–1889)

### Cộng hòa Brasil (1889–nay)

Quốc kỳ tạm thời của Đệ Nhất Cộng hòa Brasil (15 tháng 11 – 19 tháng 11 năm 1889)
Quốc kỳ thứ nhất của Cộng hòa Brasil với 21 sao (1889–1960)
Quốc kỳ thứ hai của Cộng hòa Brasil với 22 sao (1960–1968)
Quốc kỳ thứ nhất của Cộng hòa liên bang Brasil với 23 sao (1968–1992)
Quốc kỳ thứ hai của Cộng hòa liên bang Brasil với 27 sao (1992–nay)